# Hall de Tiro de Pequim

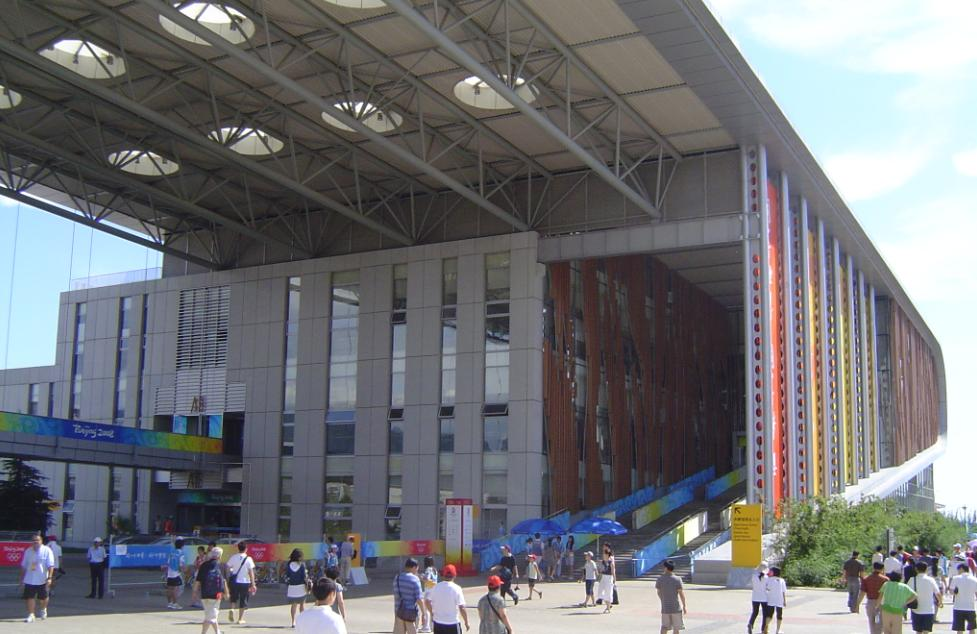
Hall de Tiro de Pequim

O Hall de Tiro de Pequim (Shooting Range Hall, em inglês) é um estande de tiro esportivo localizado no distrito de Shijingshan, em Pequim. Abrigou as competições do tiro durante os Jogos Olímpicos de Verão de 2008. A obra foi iniciada em 13 de julho de 2004, e foi aberto em 28 de julho de 2007. Ocupa uma área total de 45.645 m²
O estádio tem capacidade total para 8.600 espectadores, com 2.170 assentos fixos e 6.430 removíveis. O Hall de Tiro foi desenhado baseado de modo a lembrar as origens do tiro - caça na floresta com laço. O hall das preliminares e o das finais estão interligados pela entrada principal, o que contribui para a forma de laço.
Após os jogos, o local passou a sediar importantes eventos nacionais e internacionais e serve como base para as equipes de tiro da China.